# Aigína
Aigína (řecky Αἴγινα, latinsky Aegina) je v řecké mytologii dcera říčního boha Asópa a je matkou krále Aiaka.
Nejvyšší bůh Zeus se do ní zamiloval a unesl ji na ostrov Oinoné (také nazývaný Oenopia). Tam mu porodila syna Aiaka, který se v dospělosti stal králem toho ostrova. Ostrov dostal jméno Aigína a nazývá se tak dodnes.
Syn Aiakos se stal později otcem Pélea, který se oženil s bohyní Thetis a měl s ní syna Achillea, nejslavnějšího hrdinu a oběť trojské války.